# Amanda Stretton
Amanda Stretton (ur. 24 lipca 1973 roku w Londynie) – brytyjska zawodniczka startująca w wyścigach samochodowych.

## Kariera
Stretton rozpoczęła karierę w międzynarodowych wyścigach samochodowych w 2003 roku od startów w klasie SR1 FIA Sportscar Championship, gdzie jednak nie zdobywał punktów. W późniejszych latach Brytyjka pojawiała się także w stawce American Le Mans Series, Le Mans Endurance Series, 24-godzinnego wyścigu Le Mans, Le Mans Series oraz Group C Racing.

## Wyniki w 24h Le Mans
| Rok  | Zespół                         | Partnerzy                 | Samochód        | Klasa | Okr. | Poz. | Klasa Pos. |
| ---- | ------------------------------ | ------------------------- | --------------- | ----- | ---- | ---- | ---------- |
| 2008 | Chamberlain-Synergy Motorsport | Gareth Evans Bob Berridge | Lola B06/10-AER | LMP1  | 87   | NU   | NU         |